# LG G Pro 2
LG G Pro 2 — фаблет на базе Android, выпускаемый компанией LG Electronics. Являясь преемником LG Optimus G Pro, он был представлен в феврале 2014 года во время Всемирного мобильного конгресса 2014 года в Барселоне, Испания. Телефон поставляется в белом или черном цвете. Он имеет два светодиода уведомлений RGB, один спереди, а другой сзади в кнопке питания. Он также поддерживает стандарт видеовыхода SlimPort. Кнопки регулировки громкости и питания находятся сзади, поэтому до них легко дотянуться указательным пальцем. Дисплей 5,9 дюйма по диагонали — при необычно широком экране 82 мм/3,22 дюйма.